# CD134
Tumor necrosis factor receptor superfamily, member 4 (TNFRSF4), také známý jako CD134 nebo OX40 receptor je členem superrodiny TNF receptorů. Jedná se o glykoprotein který se řadí mezi transmembránové proteiny 1. typu.
OX40 není exprimován na klidových nezkušených T lymfocytech na rozdíl od CD28. OX40 je sekundární kostimulační kontrolní molekula exprimovaná 24 až 72 hodin po aktivaci. Exprese OX40 je závislá na plné aktivaci T lymfocytu, bez CD28 je exprese OX40 zpožděná a na čtyřikrát nižší úrovni.
Ligand OX40, OX40L (CD252), také není exprimován na klidových buňkách, jeho exprese počíná po aktivaci. OX40L exprimují aktivované profesionální APC ale i další buňky, jako jsou aktivované B lymfocyty, makrofágy, NK buňky, NKT buňky, žírné buňky a také endotelové buňky cév a buňky hladké svaloviny vlivem prozánětlivých cytokinů. OX40L může být také exprimován na některých konvenčních aktivovaných T lymfocytech.

## Funkce
OX40 nemá efekt na proliferaci CD4+ buněk po první tři dny, avšak po tomto období začíná proliferace zpomalovat a buňky ve velkém množství hynou, neboť nejsou schopny udržet vysokou úroveň aktivity PKB a exprese antiapoptotických molekul Bcl-2, Bcl-XL a survivinu. OX40L se váže na OX40 receptor na T lymfocytech, což vede k syntéze antiapoptotických molekul, což chrání aktivované T lymfocyty před umíráním a částečně zvyšuje produkci cytokinů. OX40 má kritickou roli v udržení imunitní odpovědi po prvních několika dnech a umožňuje tvorbu buněk imunitní paměti díky schopnosti zvýšit schopnost přežití buněk. OX40 hraje zásadní roli jak V Th1, tak v Th2 směřované odpovědi in vivo.
OX40 se váže na TRAF2, 3 a 5 stejně jako na PI3K neznámým mechanismem. TRAF2 je důležitý pro přežití signalizací přes NF-κB a tvorbu paměťových buněk, zatímco u TRAF5 se zdá že má více negativní či modulační roli, neboť zvířata s knock-outovaným TRAF5 mají vyšší hladiny cytokinů a jsou více směřovány směrem k Th2 typu imunitní odpovědi. TRAF3 hraje kritickou roli v přenosu signálu z OX40. Exprese CTLA-4 je in vivo snížena po zapojení OX40 a OX40 specifický defekt TRAF3 DN byl částečně překonán blokádou CTLA-4 in vivo. TRAF3 může být spojen s tvorbou a přežitím paměťových buněk zprostředkovaným OX40, kdy OX40 také snižuje expresi CTLA-4 jako možný kontrolní mechanismus k zesílení časné proliferace T lymfocytů prostřednictvím signalizace přes OX40.

## Buňky exprimující CD134
OX40 exprimuje řada aktivovaných T lymfocytů, jako jsou aktivované CD4 a CD8 T lymfocyty, pomocné CD4 T lymfocyty typu Th1, Th2 a Th17, ale také supresorové T lymfocyty (Treg), kdy myší Treg exprimují OX40 kontinuálně a lidské Treg pouze po aktivaci. CD8 T lymfocyty exprimují OX40 po kratší dobu než CD4 T lymfocyty. Klidové paměťové T lymfocyty OX40 neexprimují, ale při jejich aktivaci je OX40 exprimován během 1 až 4 hodin.
Exprese OX40 jsou schopny také NKT buňky, NK buňky a neutrofily.
NK buňky mohou jednak exprimovat OX40L a stimulovat tak CD4 T lymfocyty a jednak mohou samy exprimovat OX40 a být stimulovány plazmacytoidními dendritickými buňkami. Podobně mohou být stimulovány i NKT buňky plazmacytoidními dendritickými buňkami, kdy jsou stimulovány jednak OX40L a jednak antigenem prezentovaným na CD1 komplexu.

## CD134 a produkce cytokinů
OX40 a OX40L mají vliv na produkci cytokinů. V efektorových T lymfocytech OX40 silně indukuje syntézu IL-2 a také expresi receptorů IL-2Rα a IL-12Rβ2, což vede k zisku efektorových funkcí, například k produkci interferonu gama. Dále posiluje CD4 imunitní odpověď snížením exprese supresivního receptoru CTLA4 a molekul Foxp3 a IL-10, které jsou specifické pro supresorové Treg buňky.

## Klinický význam CD134
Signalizace skrze OX40 je zásadně důležitá pro udržování antivirové odpovědi během virové infekce.

### Autoimunitní onemocnění
Schopnost OX40 prodlužovat život aktivovaných T lymfocytů a podporovat tvorbu paměťových buněk hraje roli i v patogenezi některých autoimunitních chorob. Jedná se například o Gravesovu chorobu, revmatoidní artritidu, uveitidu či Crohnovu chorobu a kolitidu.
Blokování OX40 – OX40L signalizace je také zkoumáno jako možná terapie blokování zánětlivých onemocnění vedoucích k fibrotizaci tkání.

### Transplantace
Cílení na OX40 a OX40L signalizaci může být využito pro potlačení aktivace adaptivní imunity cílené proti alogenním dárcovským orgánům a může přispět v terapii proti odhojení transplantovaného orgánu.

### Adjuvans
Pro svou schopnost stimulovat imunitní odpověď T lymfocytů a NK a NKT buněk je o OX40 a OX40L uvažováno jako o potenciálním adjuvans, například v léčbě leishmaniózy či pro vakcinaci proti některým virům.

### CD134 a rakovina
OX40 je exprimováno na T lymfocytech infiltrujících nádory (TIL), jedná se například o nádory hlavy a krku či melanomy.
Jedním z mechanismů využití OX40 v boji proti rakovině je stimulace CD8 T lymfocytů a CD4 efektorových T lymfocytů a snížení supresivních schopností supresorových Treg agonistickými monoklonálními protilátkami proti OX40.
Další možností je využití monoklonálních protilátek proti OX40, které cílí na Treg exprimující konstantně OX40, kdy po navázání protilátek dochází k odstranění Treg v nádoru fagocytózou, či mechanismem na protilátkách závislé buněčné cytotoxicitě (ADCC) tento mechanismus je však funkční pouze za přítomnosti myeloidních buněk.